# Ukryty Schron
Ukryty Schron – jaskinia, a właściwie schronisko, w Dolinie Kościeliskiej w Tatrach Zachodnich. Wejście do niej znajduje się we wschodnim zboczu Wąwozu Kraków, w stoku opadającym spod Upłazkowej Turni, na wysokości 1174 metrów n.p.m. Długość jaskini wynosi 5 metrów, a jej deniwelacja 1 metr.

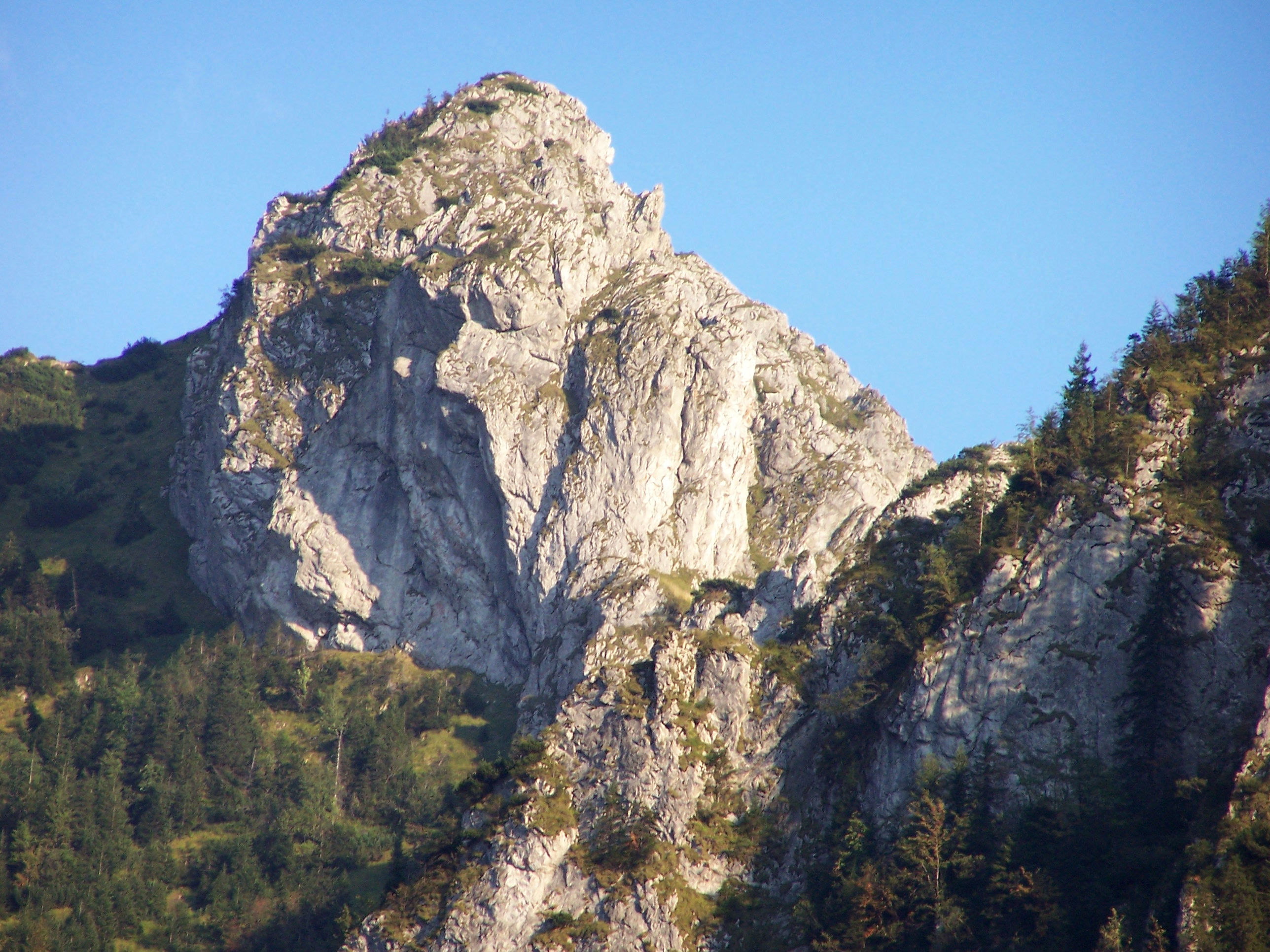
Upłazkowa Turnia

## Opis jaskini
Jaskinię stanowi niski i prosty korytarzyk zaczynający się w małym otworze wejściowym. Przy otworze odchodzi z niego, częściowo otwarty, prowadzący na powierzchnię, 3-metrowy kominek.

## Przyroda
W jaskini można spotkać nacieki grzybkowe i mleko wapienne. Ściany są mokre, roślinność występuje tylko w pobliżu otworu.

## Historia odkryć
Brak jest danych o odkrywcach jaskini. Jej pierwszy plan i opis sporządzili M. Kardaś i R. Kardaś przy pomocy P. Herzyka i E. Kuźniak w 1977 roku.